# Partidul Comunist din SUA
Partidul Comunist din SUA (PCSUA) (în engleză Communist Party of the United States of America, CPUSA) 
este un partid politic de orientare marxistă din Statele Unite, înființat în 1919. El are o istorie îndelungată și complexă, strâns legată de istoriile partidelor comuniste similare din toată lumea și de mișcarea muncitorească americană.
În prima jumătate a secolului al XX-lea, PCSUA a fost cel mai mare și mai influent partid comunist din SUA. El a jucat un rol proeminent în mișcarea muncitorească dintre deceniile 1920 și 1940, participând activ la fondarea a mare parte dintre primele sindicate industriale din țară (care ulterior au invocat Legea Securității Interne McCarran pentru a-i exclude pe membrii comuniști din rândurile lor) fiind cunoscută și pentru combaterea rasismului și lupta pentru integrare la locul de muncă și în comunități la apogeul perioadei Jim Crow a segregației rasiale în SUA. Istoricul Ellen Schrecker concluzionează că studiile din deceniile recente oferă un „portret nuanțat al partidului, atât ca sectă stalinistă legată de un regim infam, cât și ca cea mai dinamică organizație a stângii americane din anii 1930 și '40”. În ce privește prima acuzație, PCSUA, invocând internaționalismul proletar, a finanțat o elaborată rețea de spionaj în favoarea Uniunii Sovietice, în care au fost implicați 500 de membri ai săi ca spioni. Cel mai cunoscut exemplu a fost cel al Proiectului Manhattan în care rețeaua a fost acuzată de transmiterea către sovietici a planurilor pentru bomba atomică; Julius și Ethel Rosenberg au fost condamnați și executați ca principali arhitecți ai acestui plan. Examinarea ulterioară a cazului lor arată că, deși Julius era fără îndoială vinovat, unele dintre dovezile împotriva lui Ethel erau contradictorii și posibil false.
Până în august 1919, la doar câteva luni după înființare, PCSUA avea 60.000 de aderenți, între care se numărau și anarhiști și alți stângiști radicali, în vreme ce Partidul Socialist al Americii, mai moderat, avea doar 40.000 de membri. Secțiuni din Ordinul Muncitoresc Internațional (International Workers Order) s-au organizat în același timp pe linii etnice și lingvistice, oferind ajutor reciproc și activități culturale pentru un număr de 200.000 de persoane la apogeul său.
Dar succesele inițiale ale partidului în domeniul organizării mișcărilor muncitorești nu au fost de durată. Pe măsură ce anii au trecut, efectele combinate ale celei de a doua Panici Roșii, McCarthyismului, discursului secret al lui Nikita Hrușciov din 1956 prin care denunța deceniile anterioare de dictatură a lui Iosif Stalin, și adversitățile mentalității Războiului Rece, au slăbit permanent structura internă și încrederea în Partidul Comunist. Apartenența PCSUA la Comintern și aderența sa strânsă față de pozițiile politice ale Uniunii Sovietice au permis criticilor anticomuniști să prezinte partidul nu doar ca entitate internă amenințătoare și subversivă, ci și ca agent exterior, fundamental străin de „modul de viață american”. Crizele interne și externe s-au îmbinat până într-atât încât membrii care nu au ajuns în închisoare pentru activitățile partidului fie au dispărut încet din rândurile sale, fie au adoptat poziții politice mai moderate, opuse liniei radicale a PCSUA. În 1957, numărul de membri nu depășea 10.000, de persoane, dintre care circa 1.500 erau informatori pentru FBI.
Partidul a încercat să-și revină prin opoziția față de Războiul din Vietnam în timpul mișcării pentru drepturi civile din anii 1960, dar susținerea necondiționată oferită de PCSUA pentru din ce în ce mai militarizata și mai dictatoriala Uniune Sovietică i-a înstrăinat de restul stângii americane, care considera această poziție ca fiind depășită și chiar periculoasă. În același timp, media de vârstă ridicată a membrilor săi, precum și apelurile fără substanță la o „coexistență pașnică” nu au reușit să stabilească o linie de comunicare cu Noua Stângă americană. 
După venirea la putere a lui Mihail Gorbaciov și după efortul său de a modifica radical sistemul politic și economic sovietic de la jumătatea anilor 1980, PCSUA s-a înstrăinat în cele din urmă chiar și de conducerea Uniunii Sovietice; URSS a întrerupt finanțarea PCSUA în 1989 din cauza opoziției partidului american față de glasnost și perestroika. După destrămarea Uniunii Sovietice în 1991, partidul a ținut un congres și a încercat să decidă dacă trebuie să respingă marxism-leninismul. Majoritatea celor prezenți a reafirmat abordarea pur marxistă a partidului, ceea ce a dus la apariția unei facțiuni minoritare care a cerut social-democraților să iasă din partidul acum redus.
PCSUA își are sediul central în New York City. Timp de zeci de ani, pe coasta de vest, ziarul său s-a numit People's World, în vreme ce cel de pe coasta de est, The Daily World. Cele două publicații s-au unificat în 1986. Political Affairs Magazine este o revistă lunară, iar International Publishers este editura sa.

## Explicații și completări
1. ↑  Îi menționează pe James Barrett, Maurice Isserman, Robin D. G. Kelley, Randi Storch și Kate Weigand